# Закон о политической реформе
Закон о политической реформе (исп. Ley para la Reforma Política), официально известен как Закон 1/1977, от 4 января, для политической реформы (исп. Ley 1/1977, de 4 de enero, para la Reforma Política), — восьмой и последний основной закон Королевства, легализовавший возможность ликвидации политических структур авторитарного франкистского режима в Испании и последующего восстановления в стране конституционного демократического правления. Закон о политической реформе предусматривал роспуск франкистского парламента — Испанских кортесов — и формирования вместо него новых двухпалатных кортесов, избираемых всенародным голосованием, объявлял установление в Испании демократического строя, основанного на верховенстве закона, и вводил положения о проведении конституционной реформы в стране.
После смерти в 1975 году диктатора Франциско Франко взошедший на престол король Испании Хуан Карлос I намеревался при помощи политиков-реформистов, включая Торкуато Фернандес-Миранду, реформировать существовавшую политическую систему Испании и установить в стране демократический режим. Первоначальный проект реформы, предложенный Мануэлем Фрагой Ирибарне, был реализован лишь частично, но в июне 1976 года заглох под давлением со стороны консервативных франкистов. После отставки последнего франкистского правительства Карлоса Ариаса Наварро и формирования реформистского правительства под руководством Адольфо Суареса Гонсалеса был разработан новый законопроект о реформе режима. Проигнорировав требования левой демократической оппозиции о формировании временного правительства с роспуском франкистских институтов и убедив многих консервативных политиков в необходимости политической реформы, Суарес довёл разработанный им и Фернандесом-Мирандой законопроект до рассмотрения Испанскими кортесами. 18 ноября 1976 года кортесы, «совершив политическое самоубийство», проголосовали за его принятие. 15 декабря 1976 года новый закон с результатом в 94 % голосов «за» был одобрен населением Испании на референдуме. 4 января 1977 года Закон о политической реформе был подписан королём, а на следующий день был опубликован в газете Boletín Oficial del Estado, тем самым вступив в силу. В соответствии с этим законом 15 июня 1977 года состоялись первые свободные выборы в современной истории Испании. Утратил силу с принятием 29 декабря 1978 года современной конституции Испании.

## Предпосылки. Переход Испании к демократии

### Приход к власти Хуана Карлоса I

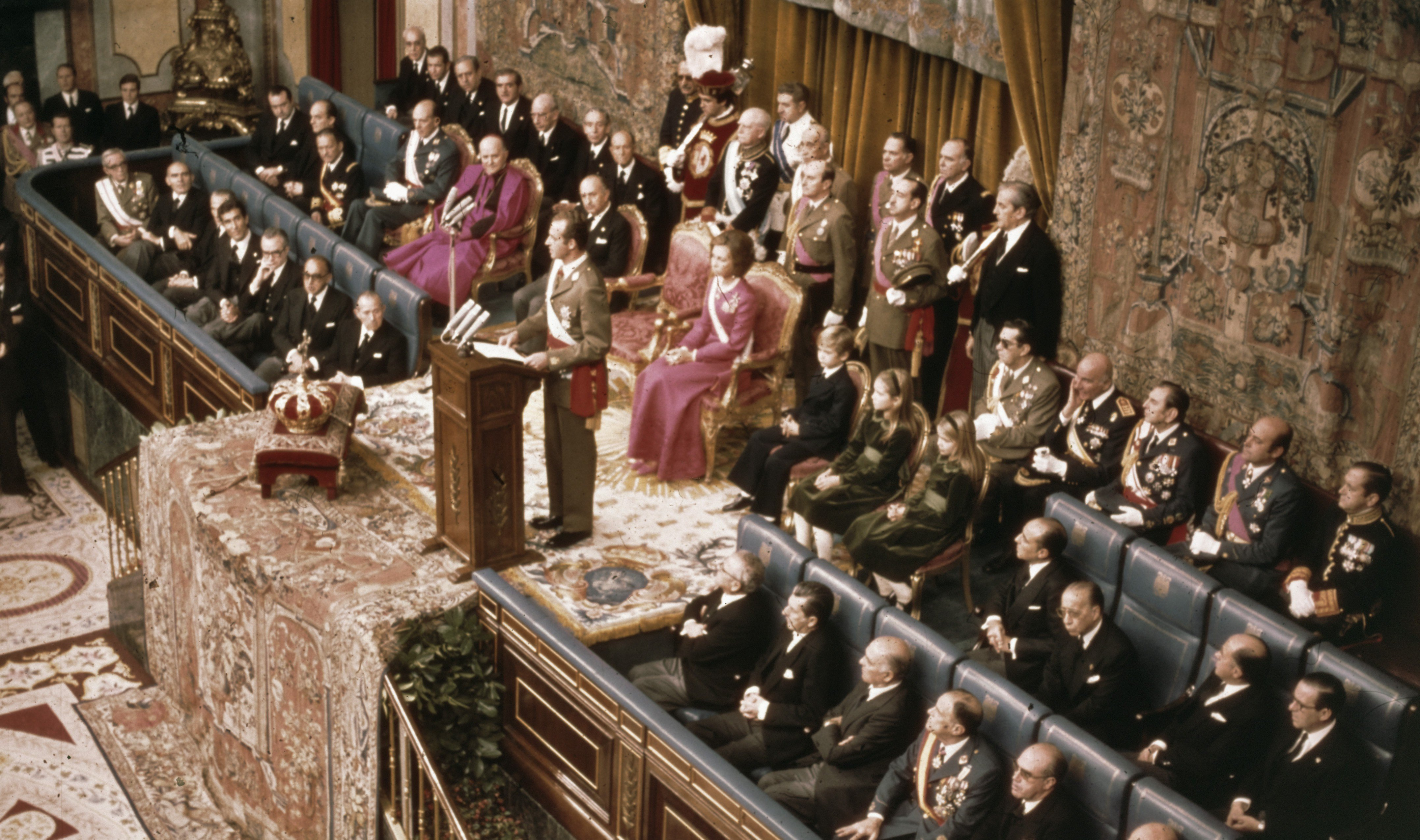
Провозглашение Хуана Карлоса I королём Испании, 22 ноября 1975

С 1936 по 1975 год Испания находилась под властью каудильо Франциско Франко, установившего в стране свою личную диктатуру. Согласно указу об объединении 1937 года единственной разрешённой политической партией в стране была Испанская традиционалистская фаланга и национальные синдикалистские хунты (исп. FET y de las JONS). В 1947 году был принят Закон о преемственности главы государства, провозглашавший Испанию королевством, а Франко — пожизненным главой государства. Своего преемника, согласно закону, избирал лично Франко. На основании этого закона Франко 22 июля 1969 года провозгласил своим преемником Хуана Карлоса де Бурбон, получившего титул Принца Испании. После смерти каудильо полномочия главы государства, согласно данному закону, переходили Хуану Карлосу, который в таком случае получает титул короля Испании. Франко умер от сердечной недостаточности 20 ноября 1975 года. Хуан Карлос был провозглашён королём перед Испанскими кортесами 22 ноября 1975 года, присягнув на верность основным законам Королевства. Речь монарха содержала слова «пусть каждый поймет с великодушием и высоким умом, что наше будущее будет основано на эффективном консенсусе национального согласия». Это заявление дало понять, что король намерен реформировать существовавшую политическую систему. С этого момента начался переход Испании к демократии.
В своей речи Хуан Карлос I дал понять, что любое реформирование политической системы будет проводиться исключительно в рамках действовавших тогда политических институтов Испании. В то время как Франко обладал фактически неограниченными политическими полномочиями, у Хуана Карлоса было три ограничителя — правительство, Совет Королевства и кортесы. Все они связывали королю руки в случае отсутствия поддержки с их стороны решений монарха. Ещё одной проблемой для Хуана Карлоса была фракция консервативных франкистов в кортесах и армии — так называемый «Бункер» (исп. búnker) —, которая тщательно следила за политической деятельностью короля и не давала ему сильно изменять политическую систему страны. 2 декабря 1975 года новым председателем кортесов стал политический наставник монарха Торкуато Фернандес-Миранда, ради его назначения королю пришлось добиваться поддержки со стороны прокураторов кортесов. Премьер-министром страны остался Карлос Ариас Наварро, назначенный на эту должность ещё при Франко. Состав правительства при этом изменился: в него вошли как «реформисты» (в их числе Мануэль Фрага Ирибарне, Хосе Мария де Ареильса, Антонио Гарригес Диас-Канабате), так и некоторые члены «Бункера» (в том числе Фернандо де Сантьяго, Габриэль Пита де Вейга, Хосе Солис Руис). У Наварро первое время не было никакого плана существенных реформ, а 28 января 1976 года он заявил перед Испанскими кортесами, что политический строй необходимо было реформировать лишь ограниченно, «как хотел бы Франко».

### «Реформа Фраги» и смена правительства
Первый проект политической реформы был предложен в декабре 1975 года Мануэлем Фрагой Ирибарне, получив в честь него название «реформа Фраги». Проект предусматривал постепенную контролируемую демократизацию Испании с созданием двухпалатного парламента из Конгресса депутатов (нижняя палата) и Сената (верхняя палата). Однако, реформа также предусматривала сохранение Совета Королевства и иных рычагов управления страной для тогдашних правящих классов страны. Таким образом, в Испании бы осталась ограниченная демократия с элементами прежней испанской политической системы. Несмотря на такую характеристику, проект реформы Фраги был раскритикован как оппозицией, так и представителями «Бункера». По словам Хосе Утрера Молина, реформа Фраги была направлена на «замену одного режима новым, простой демонтаж существующего режима и систематическое изменение его политической сущности».
Для реализации реформы необходимо было преодолеть оппозицию «Бункера» в кортесах и в Национальном совете движения, а также противодействие армии, Испанской профсоюзной организации и демократической оппозиции, с которой не планировалось вести переговоры. Постепенно кортесы приняли ряд законов, расширяющих права граждан. 25 мая 1976 года был принят Закон о собраниях, который разрешал согласованные с правительством массовые уличные демонстрации. 9 июня 1976 года был принят Закон о политических ассоциациях, легализовавший создание политических партий. Однако уже 11 июня 1976 года «реформа Фраги» зашла в тупик: кортесы отказались принимать поправку к уголовному кодексу, снимающую уголовную ответственность за членство в любых иных политических партиях, нежели правящая, вместо этого запретив организации, выступающие за создание тоталитарного режима (тем самым запретив любую коммунистическую оппозицию). Законопроект о создании двухпалатного избираемого праламента также был отклонён. Этот провал вместе с растущим недовольством короля политикой Ариаса Наварро и нежеланием премьер-министра способствовать реализации реформ привели к отставке правительства Наварро 1 июля 1976 года.
3 июля 1976 года Торкуато Фернандес-Миранда созвал Совет Королевства, где представил королю список из трёх кандидатов на пост председателя правительства. Среди прочих в списке был Адольфо Суарес Гонсалес, который был самым подходящим кандидатом лично для председателя кортесов. Король убедился в пригодности Суареса после его речи в поддержку принятого раннее Закона о политических ассоциациях. В тот же день Хуан Карлос вызвал Суареса во дворец Сарсуэла, где заявил о желании назначить его премьер-министром. Суарес согласился. Несмотря на то, что назначение Суареса на пост председателя правительства вызвало недоумение и разочарование в оппозиционных кругах, его малозначимые прошлые должности (работа на государственном телевидении и незначимый министерский портфель в прошлом правительстве) создавали положительный образ среди наиболее влиятельных франкистов. В состав нового правительства вошли в основном молодые реформисты из христианско-демократической (среди них Альфонсо Осорио, Марселино Ореха, Ланделино Лавилла, Леопольдо Кальво-Сотело и другие) и «голубой» (Суарес, Родольфо Мартин Вилья, Фернандо Абриль Марторелл и другие) фракций, при этом из видных деятелей того времени (таких как Мануэль Фрага, Хосе Мария де Ареилса и Гарригес Диас-Канабате) ни один не занял пост министра. Лишь один министр — адмирал Пита де Вейга — занимал свою должность при Франко. Риторика нового правительства также сильно отличалась от предыдущего — Суарес пообещал провести всеобщую амнистию и намеревался провести до 30 июня 1977 года всеобщие выборы. Ещё одной задачей нового правительства стало проведение референдума по вопросу проведения политических реформ в стране.

## Разработка законопроекта и его содержание

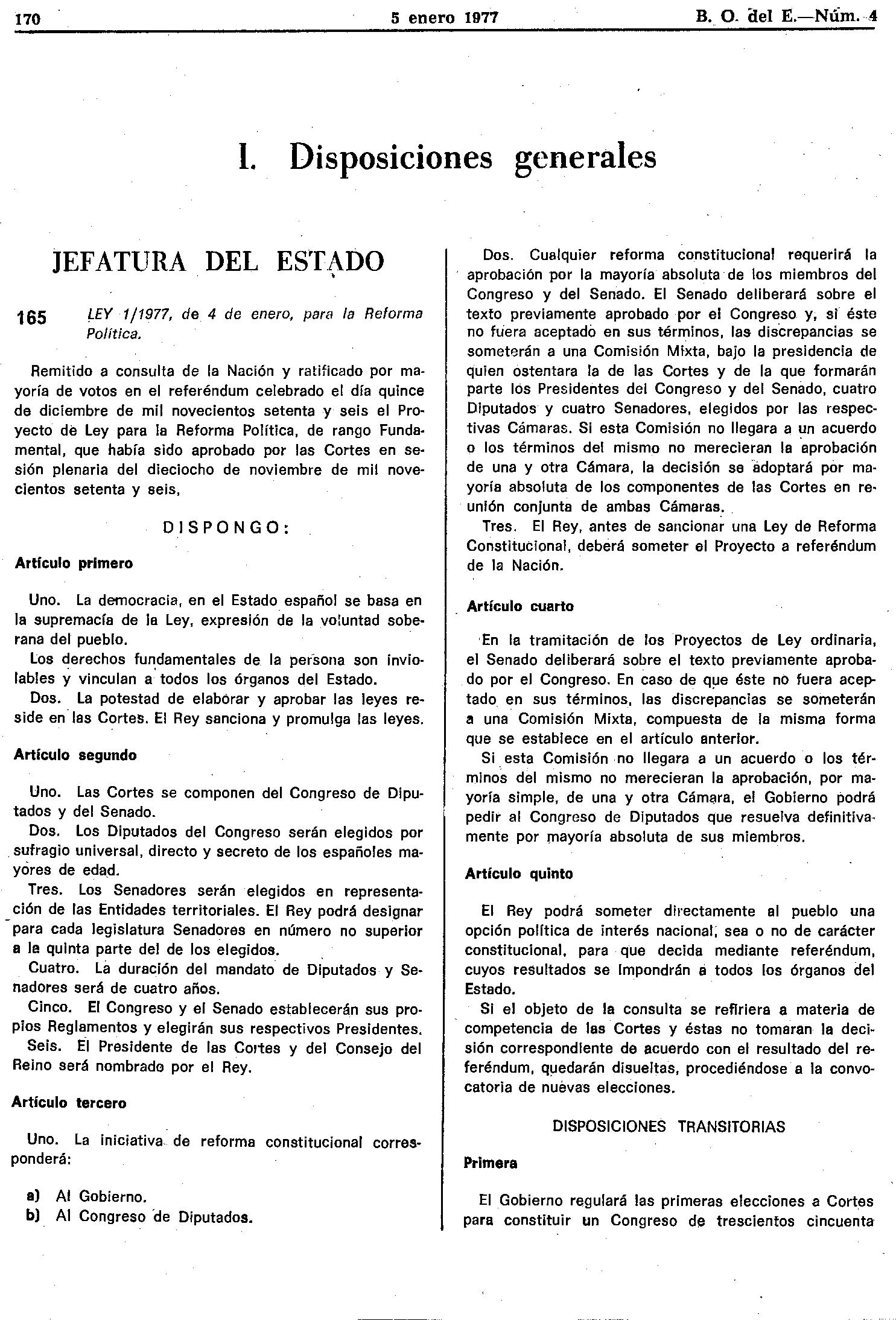
Окончательный вариант Закона о политической реформе, опубликованный в «Официальная государственная газета» 5 января 1977 года

Перед Торкуато Фернандес-Мирандой и Адольфо Суаресом стояла довольно сложная, но выполнимая задача: осуществить переход от диктатуры к конституционной монархии без нарушения действующего законодательства или создания вакуума власти, путем постепенного самороспуска предыдущего режима с использованием принятых раннее основных законов. Таким образом, эта задача, по словам Торкуато Фернандеса-Миранды, предполагала «переход от закона к закону через закон». Из провалившейся «реформы Фраги» новое правительство извлекло для себя то, что любое изменение политического режима (и, как следствие, изменение основных законов Королевства, на которых основывался режим Франко) возможно только с помощью принятия нового основного закона, который бы юридически позволил провести все необходимые реформы. Разработкой нового основного закона занимались Адольфо Суарес, Торкуато Фернандес-Миранда, вице-премьер Альфонсо Осорио и министр юстиции Ланделино Лавилла. Было разработано несколько различных проектов будущего закона, один из них 21 августа 1976 года составил Фернандес-Миранда, а второй 23 августа 1976 года составил Адольфо Суарес.
Правительство утвердило окончательный вариант законопроекта 10 сентября 1976 года. Документ был озаглавлен как Ley para la Reforma Política («Закон для политической реформы»), с использованием предлога para («для»), а не de («о»), как это происходит обычно. По словам историка Хулио Хиля Пехарромана, употребление такого предлога было сделано намеренно, чтобы показать, что действовавший политический строй будет замещён новым и что легитимность по данному закону получает не нынешний парламент, которому предстоит одобрить закон, а будущий. Согласно данному законопроекту, новые Кортесы состояли из двух палат — Конгресса депутатов из 350 членов и Сената из 207 членов, причём в последний не более одной пятой части членов назначаются королём. Фернандес-Миранда изначально вписал в законопроект, что лишь 102 из 250 членов Сената будут избираться, а остальные — назначаться корпорациями, королём, университетами и правительством, но этот пункт было решено убрать, поскольку такой Сенат был слишком корпоративистским. Также в законе фактически говорилось о роспуске всех франкистских государственных институтов, кроме кортесов — упразднялись Национальный совет движения, Совет Королевства и Совет регентства. Как заявил Хавьер Туселл Гомес, новый законопроект с упомянутой в нём «легитимностью, основанной на всеобщем избирательном праве» фактически проводил «саморазрушение» действовавшей системы. Упоминание о «демократическом пути» решения государственных вопросов из законопроекта было решено убрать, чтобы его приняли консервативные франкисты. Не было в законопроекте и эвфемизмов, которые ранее активно употреблялись франкистским правительством для обозначения режима — «органическая демократия», «демократия испанского типа». Вместо этого была сделана апелляция к «суверенной воле народа», избирающего представительный парламент.
Готовящийся восьмой основной закон Королевства не предусматривал роспуска одного из главных государственных институтов — испанской монархии. Изначально Суарес не планировал включать упоминание о монархии в законопроект, но затем в ситуацию вмешались правительства западных стран, которые настаивали на проведении референдума о форме правления — монархия или республика. Адольфо Суарес заказал у правительства несколько опросов, которые должны были выяснить мнение граждан о государственном строе. Как оказалось, большинство из них предпочитали монархии республику. В интервью журналистке Виктории Прего в 1995 году Суарес, заглушив микрофон, заявил следующее: «Я провел опросы, и мы проиграли». По его словам, за вынесение вопроса о форме правления на референдум выступал социалист Фелипе Гонсалес. После проведённых правительством опросов Суарес всё же решил включить в законопроект прямое упоминание института монархии. Теперь всё выглядело так, как будто на предстоящем референдуме по вопросу одобрения законопроекта население Испании будет также решать вопрос сохранения или упразднения монархии. Таким образом, правительство Испании добилось легитимации института монархии в глазах стран Западной Европы.

## Переговоры с оппозицией

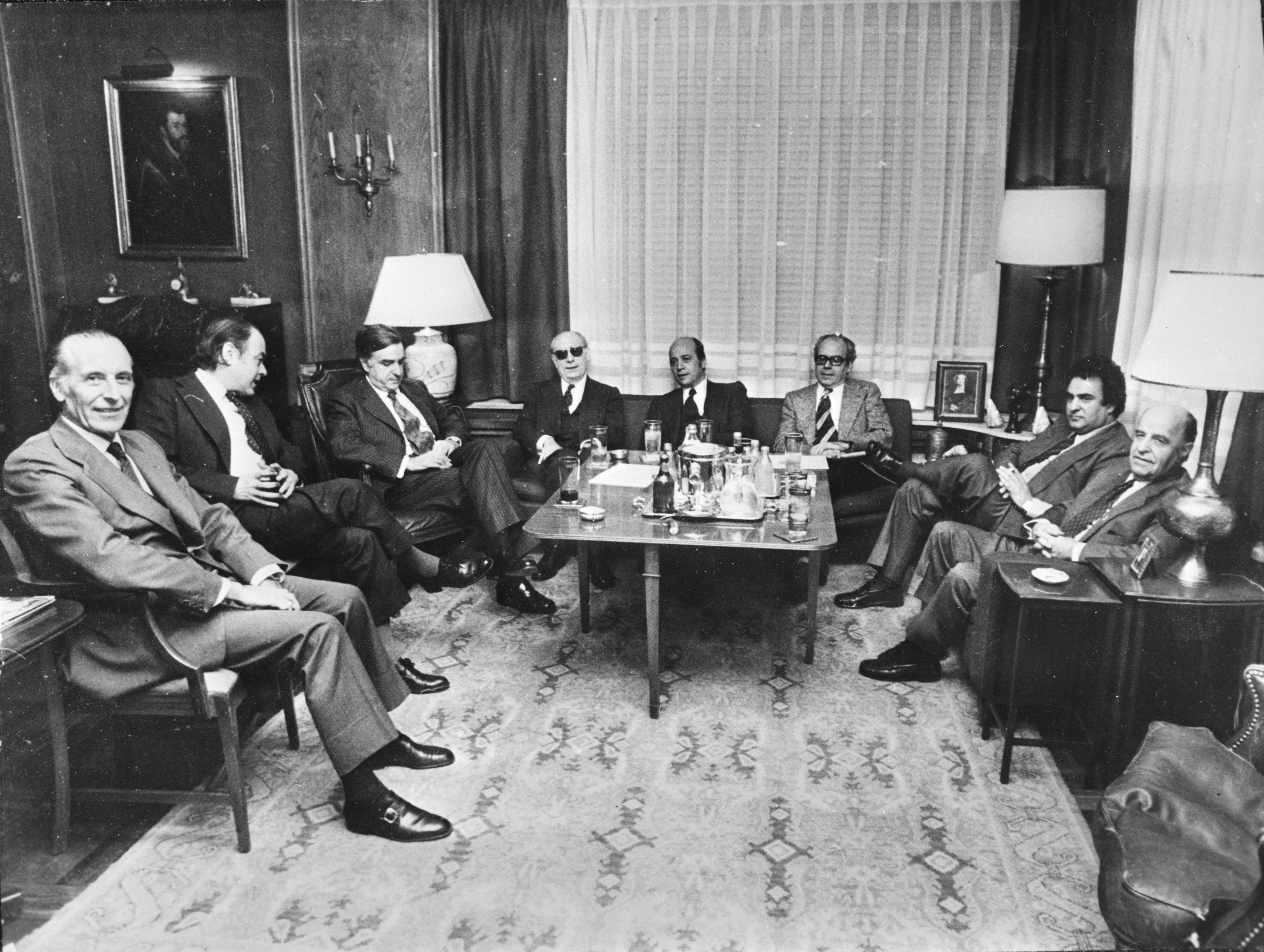
«Комиссия девяти», созданная платформой «Демократическая координация» для ведения переговоров с правительством Суареса по вопросу законопроекта о политической реформе

Следующим шагом было заставить франкистские кортесы, как выразился Сантос Хулиа Диас, «совершить самоубийство» и проголосовать за принятие закона, который означал исчезновение самих кортесов и всего режима, который в свою очередь сменит демократическая система правления. Перед вынесением законопроекта на обсуждение в парламент необходимо было преодолеть множество других препятствий: убедить военное руководство страны в необходимости реформы, сместить с важных политических должностей консервативных франкистов, а также убедить демократическую оппозицию в том, что предлагаемая реформа удовлетворяет их интересам. Оппозиция должна была быть привлечена к участию в процессе принятия закона, чтобы придать ему легитимность как внутри страны, так и на международном уровне.
Адольфо Суарес ещё в июле—августе 1976 года успел провести переговоры с лидерами нескольких оппозиционных партий, включая Сантьяго Каррильо — лидера запрещённой тогда Коммунистической партии Испании, и поделиться с ними о планах по разработке закона о реформе. По мнению историков Карме Молинеро-и-Руис и Пере Исас-и-Соланес, Адольфо Суарес осенью 1976 года не намеревался вести немедленные переговоры с оппозицией, однако правительство всегда следило за действиями оппозиции и было начеку, чтобы понимать, какое пространство для политических манёвров им доступно. Когда был опубликован проект Закона о политической реформе, платформа «Демократическая координация», объединявшая тогда практически всю демократическую оппозицию в стране, сочла его недостаточным для перехода к полноценной демократии и вместо этого предложила сформировать «правительство широкого демократического консенсуса» и начать «учредительный процесс», о чём сообщила правительству в своём коммюнике от 16 сентября 1976 года.
С 4 сентября по 23 октября 1976 года Демократическая координация провела ряд встреч с другими оппозиционными партиями и региональными политическими организациями (среди них была, например, Ассамблея Каталонии), по итогам которых они объединились в Платформу демократических организаций. Новая оппозиционная платформа подтвердила свою готовность к переговорам с правительством при условии проведения референдума о созыве Учредительных кортесов, легализации всех политических партий, объявления всеобщей амнистии, восстановления статутов автономии, утвержденных в период Второй республики, демонтажа институтов диктатуры Франко и формирования «правительства широкого демократического консенсуса». Выдвигавшееся раннее требование о создании временного правительства было отменено. Для достижения своих целей оппозиция придерживалась стратегии «давления снизу», проводя массовые забастовки. Первая такая забастовка состоялась в Мадриде 12 ноября 1976 года, в ней приняло участие около одного миллиона рабочих. Несмотря на это, такого протеста оказалось недостаточно для того, чтобы заставить правительство отказаться от стратегии реформы «от закона к закону через закон». Более того, правительство Суареса сумело представить в СМИ забастовку как организованную подпольными организациями, как малочисленную и полностью провалившуюся.

## Референдум

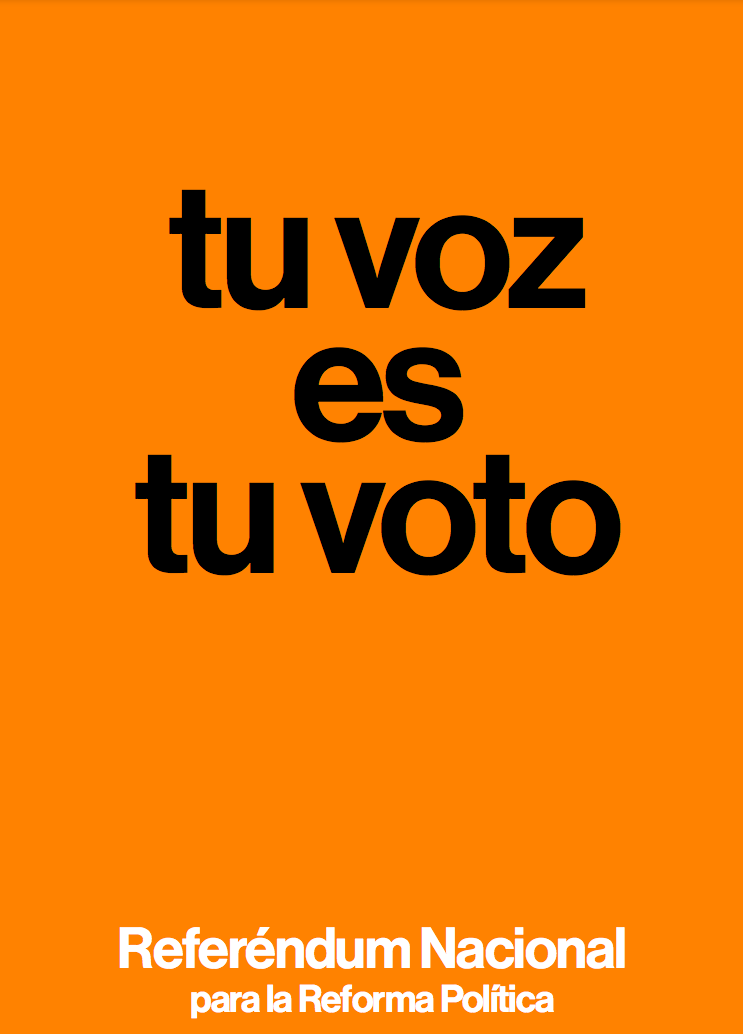
«Твоё мнение — твой голос» — плакат, призывающий голосовать на референдуме